# ハウスマート
株式会社Housmart（ハウスマート、英文社名：Housmart Inc.）は、東京都港区六本木に本社を置く日本の企業。不動産売買の営業支援システム「ITANDI 売買 PropoCloud」などのサービスを運営している。代表者は針山昌幸。

## 概要
Housmartは2014年に設立された会社。不動産仲介営業支援システムの提供を行っている。

## 沿革
- 2014年
  - 10月 - 株式会社Housmartを設立[4]
  - 11月 - Housmart Journalを開始[4]。
- 2015年
  - 2月 - Housmartを開始。[5]
  - 3月 - ハウスマート公式書籍「中古マンション本当にかしこい買い方・選び方」を発売[6]
  - 5月 - 不動産メディアを「マンションジャーナル」に名称変更。
- 2016年
  - 11月 - 1億円の資金調達を実施[7]
- 2017年
  - 2月 - EY Innovative Startup 2017を受賞[8]
  - 6月 - Androidアプリの提供を開始[9]  
  - 12月 - 35年後までの価格予想機能、購入と賃貸比較機能の提供を開始[10]

- 2018年
  - 4月 - 学区からマンションを探せる機能の提供を開始[11]
  - 9月 - 3億円の資金調達を実施[12]
- 2019年
  - 3月 - 不動産売買の営業支援システム「プロポクラウド」の提供を開始[13]
- 2020年
  - 1月 - 3億円の資金調達を実施[14]
  - 4月 - 住宅ローン仲介大手のアルヒと業務提携[15]
  - 5月 - プロポクラウドが売主追客に対応[16]
- 2021年
  - 5月 - プロポクラウドが新築戸建に対応 [17]
  - 8月 - プロポクラウドが中古戸建に対応[18]
  - 10月 - 7億円の資金調達を実施[19]
- 2024年
  - 1月 - 株式会社Housmartがイタンジ株式会社と経営統合[20]
  - 6月 - 不動産売買の問合せ対応効率化システム「2秒でブッカク！」を販売開始[21]
- 2025年
  - 2月 - プロポクラウドが接客支援機能を提供開始[22]
  - 2月 - プロポクラウドが媒介契約管理機能を提供開始[23]
  - 5月 - プロポクラウドがAI文章生成機能を提供開始[24]
  - 7月 - プロポクラウドが「ITANDI 売買 PropoCloud」にブランドリニューアル[25]